# Толкачёв, Зиновий Шендерович
Зино́вий Ше́ндерович (Шендрович) Толкачёв (12 (25) февраля 1903, Щедрин, Минская губерния — 30 августа 1977, Киев) — советский украинский художник.
Уже до начала Великой Отечественной войны был очень известным художником, работы которого экспонировались в большинстве городов Украины, в Москве, Ленинграде, Праге, Варшаве, Венеции, Филадельфии, Копенгагене, Амстердаме. Работы так же хранились в ведущих музеях СССР, Европы и Америки. Альбомы его работ продавались по $1000—1500 за штуку. В дальнейшем он притеснялся по надуманному обвинению в «космополитизме».

## Биография
Зиновий Толкачев родился в еврейской земледельческой колонии Щедрин Бобруйского уезда Минской губернии. 1909—1919 После окончания ремесленного отделения киевского казенного еврейского училища полгода учился в художественной школе. В связи с тяжелым материальным положением Толкачев был вынужден оставить школу и начать работать учеником у мастера по росписи вывесок. Позже он работал в «живописной артели» Манна, где рисовал киноафиши.
В 1919 году вступил в ряды украинских комсомольцев. В 1920 году приезжает в Москву учиться у художников Осмеркина и Кончаловского. В 1920 году возвращается в Киев, становится заведующим политпросветом Подольского, а затем Шулявского райкомов комсомола. В 1924—1927 годах служит в Красной Армии. С 1928 по 1930 год преподает в Киевском художественном институте. Перед началом Великой Отечественной войны приглашён на должность декана в Киевском художественном институте.
Во время войны — освобождал Освенцим и Майданек
Увиденное в концлагерях глубоко потрясло художника и он написал серии картин «Майданек», «Освенцим» и «Цветы Освенцима». От имени польского правительства альбомы «Майданек» и «Цветы Освенцима» были разосланы главам стран антигитлеровской коалиции, министрам союзных государств и военачальникам. В период 1950—1960 годов работы Толкачева были объявлены «сионистско-религиозными», его творчество названо «глубоко порочным», а сам он заклеймен как «воплощение безродного космополитизма и буржуазного национализма». В дальнейшем он продолжал иллюстрировать книги, писать портреты и картины на тему лагерей смерти.
В 1977 году Толкачев скончался в Киеве.

## Работы
- Выставка работ Толкачёва на тему смерти В. И. Ленина «Великая скорбь» в Киеве и в Москве. (1929)
- В Варшаве выходят в свет альбомы «Майданек» и «Цветы Аушвица» (1944—1946)
- Проект мемориала в память трагедии в Бабьем Яре. Три варианта. В соавторстве с архитектором И. Ю. Каракисом, скульпторами Я. С. Ражбой и Е. Жовнировским (1966)
- Выставка работ посвящённая Шолом-Алейхему[7]

## Выставки
- 1928—1931 — выставки в Киеве и Москве «Великая скорбь».
- 1939 — выставка серии работ «Местечко» (по мотивам творчества Шолом-Алейхема).
- 1945—1946 — участие в выставках в городах Польши (Люблин, Жешув, Краков, Катовице, Лодзь, Варшава).
- 24 февраля 2000 — персональная выставка в здании Музея искусств мемориального комплекса «Яд ва-Шем».
- 2011 — персональная выставка «Забвению не подлежит» в Харьковском Музее Холокоста.